# Uppsalademokraten
för ETC Uppsalademokraten, se ETC (tidskrift).
Uppsalademokraten, UD, var en socialdemokratisk så kallad endagstidning med utgivning på torsdagar som gavs ut i Uppsala 1980–1999. 
Tidningen ägdes 1980–1985 av Arbetarbladet, som tidigare givit ut en särskild Uppsalautgåva.

## Chefredaktörer
- Kenneth Jonsgården 1980–1983
- Bolennart Anbäcken 1983–1988
- Martin Landahl 1988–1995
- Pär Rönnberg 1995–1997
- Rolph Johansson 1997–1998
- Tom Engström 1998–1999